# Conor McCarthy
Conor McCarthy, né le 11 avril 1998 à Blarney en Irlande, est un footballeur irlandais qui évolue au poste de défenseur central à Northampton Town.

## Biographie

### Cork City
Natif de Blarney, près de Cork en Irlande, Conor McCarthy est formé par le Cork City FC. Il joue son premier match avec l'équipe première à l'occasion d'une rencontre de championnat d'Irlande face à Shamrock Rovers, le 24 juin 2016. Il est titularisé lors de cette rencontre, où les deux équipes se partagent les points (0-0).
McCarthy est sacré champion d'Irlande en 2017. 
Le 10 juillet 2018, Conor McCarthy joue son premier match de Ligue des Champions, lors d'une rencontre qualificative face au Legia Varsovie. Ce match est perdu par Cork sur le score de un but à zéro.

### Saint Mirren FC
Le 7 janvier 2020, Conor McCarthy est recruté par le Saint Mirren FC, en Écosse, pour un contrat de deux ans et demi. Il inscrit son premier but pour sa nouvelle équipe le 1er février 2020, à l'occasion d'une rencontre de championnat face au Hibernian FC. Il ouvre le score de la tête, servi par Cammy MacPherson (en) et les deux équipes se neutralisent (2-2).

### Barnsley FC
Le 25 juin 2022, Conor McCarthy rejoint le Barnsley. Il signe un contrat de trois ans avec sa nouvelle équipe, soit jusqu'en juin 2025.
Le 17 janvier 2024, il est prêté à Swindon Town.

## Palmarès

### En club
Cork City FC
- Champion d'Irlande
  - 2017